# Revista Chilena
Revista Chilena fue el nombre de dos publicaciones periódicas en Chile, la primera con tiraje entre 1875 y 1880, y la segunda, heredera de la anterior, entre 1917 y 1930. Bajo un ideario liberal, contenía artículos de interés científico y académico, bordando temas de política, economía, filosofía y ciencias naturales.

## Primera revista (1875-1880)

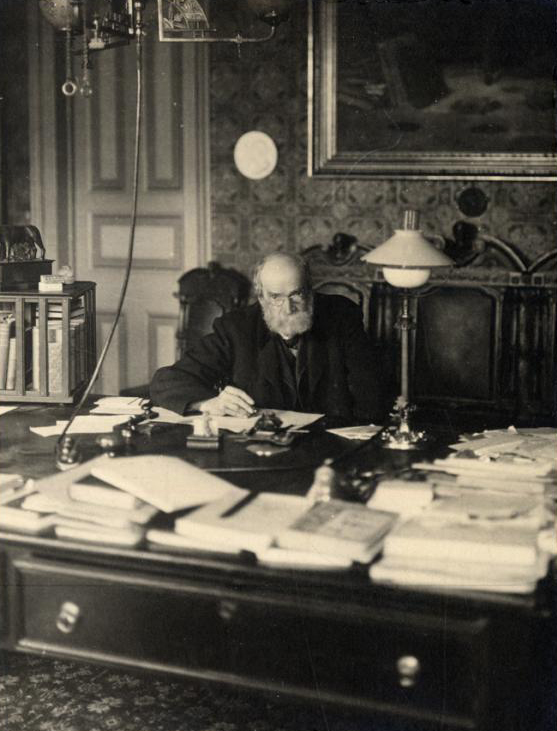
Diego Barros Arana, uno de los fundadores de la Revista Chilena, en su escritorio de trabajo.

La primera Revista Chilena fue fundada el 1 de enero de 1875, por Diego Barros Arana y Miguel Luis Amunátegui, quienes la dirigieron hasta mediados de 1876. Este proyecto editorial tuvo como principal objetivo fomentar el desarrollo de la actividad intelectual en el país, mediante la difusión de nuevas ideas y la generación de espacios de intercambio para el floreciente movimiento literario de la época.
A mediados de 1876, Barros Arana fue designado ministro plenipotenciario ante la República Argentina y el Imperio de Brasil, mientras que a Amunátegui le fue encomendada la legación de Chile en Buenos Aires, por lo que la Revista Chilena quedó bajo la dirección de Benjamín Dávila Larraín, Augusto Orrego Luco y Julio Bañados Espinosa, quienes —recogiendo la voluntad de sus fundadores- se propusieron convertirla en una puerta de acceso para las ideas surgidas en los principales centros de pensamiento europeos. Como corolario de los planteamientos de la filosofía positivista en Chile y de los principios de la modernización propugnada por los intelectuales liberales del siglo XIX, la revista se convirtió en un canal de intercambio cultural entre el país y el resto del continente americano, así como en una valiosa herramienta para la divulgación del conocimiento científico y el fomento a la educación.
Entre sus principales colaboradores durante los cinco años de publicación de la Revista Chilena se pueden citar a Gonzalo Bulnes, Domingo Amunátegui, Manuel Antonio Matta, Benjamín Vicuña Mackenna, Ramón Sotomayor Valdés, Guillermo Matta, Rodulfo Amando Philippi, Víctor Torres Arce, Hortensia Bustamante de Baeza, Eulogio Carrasco, Vicente Grez, Moisés Vargas, Carlos Morla Vicuña, Ramón Allende, Ricardo José Bustamante, José Antonio Soffia, Francisco Valdés Vergara, Pablo Garriga, Ricardo Palma y Jorge Lagarrigue, entre muchos otros.
Asimismo, a menudo incluyó entre sus páginas contribuciones de figuras señeras del pensamiento y la cultura hispanoamericanos, de la talla de Andrés Bello, Bartolomé Mitre y Marcelino Menéndez Pelayo.
Cada edición de Revista Chilena incluía extensos artículos abarcando un amplio espectro temático: política, historiografía, reseñas biográficas, literatura y filología, filosofía y educación, economía y administración de gobierno, seguridad social y costumbres, medicina y ciencias naturales, entre otros. La erudición de los autores se manifiesta en la profundidad de los ensayos, que muchas veces motivaban réplicas escritas que se sucedían a lo largo de varias ediciones.
Además de textos expositivos, la Revista Chilena publicó en sus páginas un importante número de poemas, cuentos y novelas por entregas de escritores que por ese entonces daban sus primeros pasos en la literatura, como José Victorino Lastarria con sus «Recuerdos Literarios», los estudios bibliográficos de Gabriel René Moreno, «Santiago Volador» de Ricardo Palma, «La República de Jauja» de Juan Rafael Allende, las crónicas humorísticas de Adolfo Valderrama, además de obras de Eduardo de la Barra, Daniel Barros Grez o Vicente Pérez Rosales. Una sección destacada fue la «Revista bibliográfica», donde Diego Barros Arana, Benjamín Dávila Larraín y Gabriel René Moreno revisaban acuciosamente los libros más recientes publicados en Europa y en América. El historiador argentino Bartolomé Mitre, en una carta enviada en 1875 a Diego Barros Arana, declaró que a través de esas reseñas "se refleja la luz de la fuente originaria, haciéndola proyectar sobre nuestra conciencia; se sigue el movimiento científico y literario del mundo y se le hace obrar sobre nuestra inteligencia". En efecto, esta sección puede ser considerada como un antecedente de la crítica literaria en Chile, pese a que muchos de los libros referidos correspondían a estudios sociales y políticos o a traducciones de publicaciones europeas.
Las circunstancias derivadas del estallido de la Guerra del Pacífico afectaron tanto la regularidad de su publicación, como la cantidad y puntualidad de sus trabajos. Ello llevó a que, en junio de 1880, la Revista Chilena se despidiera de sus lectores.

## Segunda revista (1917-1930)
A partir de la renovación del interés en el Chile de inicios del siglo XX por la recopilación de fuentes y de archivos nacionales, nacieron un conjunto de revistas que abordaron fenómenos históricos y políticos. En 1911, Enrique Matta Vial lideró a un grupo de historiadores para reorganizar la Sociedad Chilena de Historia y Geografía y difundir los estudios realizados por sus miembros a través de la Revista Chilena de Historia y Geografía. De manera complementaria, Matta Vial creó, en 1917, la Revista Chilena, dedicada a la investigación de temas de actualidad vinculados con la realidad nacional, constituyéndose como una revista miscelánea, fuertemente marcada por el ensayo histórico, literario y social.
Tomando como precedente a la revista del mismo nombre publicada en el último cuarto del siglo XIX, esta publicación abordó temas tan variados como historiografía, política, relaciones internacionales y geopolíticas, derecho, economía y finanzas públicas, lingüística, teoría y crítica literaria, entre otros. Los contenidos se presentaban en forma de textos expositivos y cada número incluía una sección de una nutrida bibliografía en la que se daba cuenta de la actividad editorial nacional e internacional. Cada edición alcanzaba un número aproximado de cien páginas, en las que colaboraron connotados autores, como Anselmo Blanlot Holley, Alberto Cruchaga, Guillermo Muñoz Medina, Alberto del Solar, Carlos Silva Vildósola y Julio Vicuña Cifuentes, entre muchos otros. Además, se publicaron regularmente escritos de intelectuales connotados como Domingo Santa María, Aníbal Pinto, Abdón Cifuentes, Manuel Blanco Encalada, Antonio Varas, Enrique Mac-Iver, Ismael Valdés Vergara, Eça de Queirós, Alberto Blest Gana, Benjamín Vicuña Mackenna y Horacio Quiroga, entre otros.
Su primera edición apareció en abril de 1917 y fue dedicada a José Victorino Lastarria, uno de los pensadores liberales más importantes del siglo XIX en el país. El número inaugural incluyó parte de sus diarios —desde junio de 1849 a marzo de 1852—, y, entre otros, un artículo de "impresiones y recuerdos" acerca de su figura escrito por Augusto Orrego Luco.
En sus catorce años de publicación periódica fue dirigida por Enrique Matta Vial, entre 1917 y 1921; Guillermo Feliú Cruz (1921-1922) y Enrique Matta Figueroa, entre 1922 y 1924; en 1925 asumirían la dirección Jorge Gustavo Dávila y Ernesto Barros Jarpa, este último continuaría en sus funciones en solitario el año 1926; Ricardo Dávila sería director en 1927 y Félix Nieto del Río, entre 1928 y 1930.
Como medio escrito alcanzó un posicionamiento durante sus catorce años de circulación, difundiendo artículos de investigación sobre la historia del país, sus conflictos limítrofes, el debate de derechos y legislaciones, las tendencias literarias y algunos planteamientos científicos, entre varios otros tópicos.
La Revista Chilena permaneció en circulación hasta el año 1930. Aunque no fue una publicación que se extendió por varias décadas, sí se convirtió en un espacio privilegiado para la difusión de la actividad intelectual y cultural de su época.